# أندرس لندستدت
أندرس لندستدت (بالسويدية: Anders Lindstedt)‏ (و. 1854 – 1939 م) هو رياضياتي، وعالم فلك، وخبير إكتواري، وقاضي، وأستاذ جامعي من السويد . وكان عضواً في الأكاديمية الملكية السويدية للعلوم .
توفي في ستوكهولم، عن عمر يناهز 85 عاماً.

## التعليم
تعلم في جامعة لوند

## مناصب وهيئات
أدار جامعة تارتو، والمعهد الملكي للتكنولوجيا.